# Archiv für Orientforschung
Archiv für Orientforschung (abgekürzt AfO) ist eine der weltweit angesehensten Zeitschriften auf dem Gebiet der Altorientalistik.
Die Zeitschrift dient der Erforschung des Alten Orients und enthält Aufsätze, Berichte und Rezensionen sowie bibliographische Beiträge in deutscher, englischer, französischer und italienischer Sprache von Wissenschaftlern aus aller Welt, die sich mit dem Alten Orient beschäftigen.
Die Zeitschrift wurde 1923 von Ernst Friedrich Weidner unter dem Namen Archiv für Keilschriftforschung begründet und erhielt drei Jahre später ihren heutigen Namen. Sie erscheint jährlich und wird derzeit vom Institut für Orientalistik der Universität Wien verlegt; derzeitige Herausgeber sind Hermann Hunger, Michael Jursa, Gebhard J. Selz und Michaela Weszeli.
Seit Band 25 umfasst sie regelmäßig auch das so genannte Register Assyriologie, das sämtliche Neuerscheinungen altorientalistischer Fachliteratur aufführt und nach Gegenständen alphabetisch ordnet. Neben der Zeitschrift erscheinen unregelmäßig auch die so genannten AfO-Beihefte; dabei handelt es sich um Monographien über den Alten Orient.